# Lee Ashcroft (football, 1972)
Pour les articles homonymes, voir Ashcroft (homonymie).
Lee Ashcroft est un footballeur anglais né le 7 septembre 1972  à Preston.

## Carrière
- 1987-1993 : Preston North End  Angleterre
- 1993-1996 : West Bromwich Albion  Angleterre
- 1995 : → Notts County (prêt)  Angleterre
- 1996 : → Preston North End (prêt)  Angleterre
- 1996-1997 : Preston North End  Angleterre
- 1998-2000 : Grimsby Town  Angleterre
- 2000-2002 : Wigan Athletic  Angleterre
- 2002 : → Port Vale FC (prêt)  Angleterre
- 2002 : → Huddersfield Town (prêt)  Angleterre
- 2003-2004 : Southport  Angleterre
- 2004 : → Chorley FC (prêt)  Angleterre
- 2004- : Kendal Town  Angleterre

## Sélections
- 1 sélection avec l'équipe d'Angleterre espoirs en 1992.